# 狼眼绵鳚
狼眼绵鳚，為輻鰭魚綱鱸形目绵鳚亞目绵鳚科的其中一種，分布於東南太平洋的智利海域，屬底棲性魚類，棲息深度73-552公尺，體長可達14.6公分。

## 扩展阅读
維基物種上的相關：狼眼绵鳚